# Ducado de Lencastre

Bandeira do Ducado.

O Ducado de Lencastre ou Lancaster é uma companhia associada a coroa, título nobiliárquico inglês e o ducado real mais antigo do Pariato da Inglaterra (outro é o Ducado da Cornualha). É propriedade pessoal do monarca (assim como Duque de Lencastre). 

O ducado consiste em um portfólio de terras, propriedades e ativos mantidos em custódia para o soberano e o principal objetivo da propriedade é fornecer uma fonte de renda independente. O ducado consiste em 18.433 ha (45.550 acres) de terras, incluindo propriedades rurais e terras agrícolas, desenvolvimentos urbanos, edifícios históricos e propriedades comerciais em toda a Inglaterra e País de Gales, particularmente em Cheshire, Staffordshire, Derbyshire, Lincolnshire, Yorkshire, Lancashire e o Savoy Estate em Londres. No exercício fiscal encerrado em 31 de março de 2022, a propriedade foi avaliada em £ 652,8 milhões. A receita líquida do ducado é paga ao soberano reinante e chega a cerca de £ 24 milhões por ano.
O ducado exerce alguns poderes e deveres cerimoniais da Coroa no condado histórico de Lancashire, que inclui os atuais condados cerimoniais de Lancashire, Grande Manchester e Merseyside, bem como a área de Furness em Cumbria. O Ducado de Lancaster é um dos dois ducados reais: o outro é o Ducado da Cornualha, que fornece renda ao Duque da Cornualha, título tradicionalmente detido pelo Príncipe de Gales.

## História
Como herança de Lancaster, a propriedade data de 1265, quando Henrique III concedeu a seu filho mais novo, Edmundo Crouchback, terras confiscadas por Simão de Montfort, 6.º Conde de Leicester. Em 1266, foram adicionadas as propriedades de Robert de Ferrers, 6.º Conde de Derby, outro protagonista da Segunda Guerra dos Barões. Em 1267, a propriedade foi concedida como Condado, Honra e Castelo de Lencastre. Em 1284, Edmund recebeu o feudo de Savoy por sua mãe, Leonor da Provença, sobrinha do donatário original, Pedro II, Conde de Savoy. Eduardo III elevou Lancashire a um condado palatino em 1351, e o titular, Henrique de Grosmont, neto de Edmundo, foi nomeado duque de Lancaster. Após sua morte, uma carta de 1362 conferiu o ducado a seu genro João de Gante, conde de Lancaster, e aos herdeiros masculinos desta linhagem.
Em 1399, o Ducado de Lancaster, mantido pelo filho de João de Gante, Henry Bolingbroke, fundiu-se com a coroa em sua apropriação do trono (após a desapropriação de Ricardo II). Seu primeiro ato como Henrique IV foi declarar que a herança Lancastriana seria realizada separadamente das outras posses da Coroa, e deveria descer para herdeiros do sexo masculino. Esta separação de identidades foi confirmada em 1461 por Eduardo IV quando ele incorporou a herança e as responsabilidades do palatino sob o título do Ducado de Lancaster, e estipulou que seria mantida separada de outras heranças por ele e seus herdeiros, mas seria, no entanto, herdada com a Coroa. O ducado depois disso passou para o monarca reinante. Com a morte do rei Carlos I, o ducado ficou sob o controle do Parlamento; isso durou até a restauração do rei Carlos II em 1660. Em 1760, sua identidade separada o preservou de ser entregue ao Crown Estate em troca da lista civil. É principalmente uma herança fundiária pertencente ao soberano reinante (agora Carlos III). Quando Jorge III entregou sua renda das terras da Coroa em troca da Lista Civil, o Ducado de Lancaster não foi mencionado, pois esteve falido durante a maior parte do século, devido a monarcas anteriores venderem seus bens ou concederem arrendamentos por favores políticos. O monarca atualmente não tem o direito de vender os bens de capital para ganho pessoal.
Em 1830, os whigs argumentaram que as receitas dos dois ducados de Lencastre e Cornualha deveriam ir para o público, mas para garantir o apoio do rei Guilherme IV à Lei de Reforma de 1832, eles finalmente aprovaram a lista civil e deixaram os ducados na posse da família real. O Parlamento debateu a propriedade dos dois ducados várias vezes, inclusive quando a Rainha Vitória e o Rei Eduardo VII subiram ao trono, respectivamente. Em 1936, o líder da oposição Clement Attlee apresentou uma emenda ao projeto de lei da lista civil que teria feito com que os ducados se rendessem em troca de uma soma anual ajustada de dinheiro vinculada ao custo real das funções reais, mas a emenda foi derrotada. Em 1971, o projeto de lei de um membro privado para nacionalizar o ducado foi derrotado, mas mais de 100 deputados o apoiaram.
Em 2017, os Paradise Papers revelaram que o Ducado detinha investimentos em dois centros financeiros offshore, as Ilhas Cayman e as Bermudas. Ambos são territórios ultramarinos britânicos dos quais a rainha Isabel II era monarca, e os governadores desses territórios eram nomeados nominalmente por ela. Embora as Bermudas sejam autogovernadas desde 1620, a autonomia interna das Ilhas Cayman é informal; além disso, o Reino Unido lida com a política externa de ambos os territórios. O líder do Partido Trabalhista, Jeremy Corbyn, postulou que a Rainha deveria se desculpar, dizendo que qualquer pessoa que guarda dinheiro no exterior para fins de evasão fiscal deveria "não apenas se desculpar por isso, [mas] reconhecer o que isso faz à nossa sociedade". Um porta-voz do Ducado disse que todos os seus investimentos são auditados e legítimos, e que a Rainha voluntariamente paga impostos sobre a renda que recebe dos investimentos do Ducado. O palácio declarou posteriormente que os investimentos offshore haviam sido encerrados em 2019.

## Regras e administração

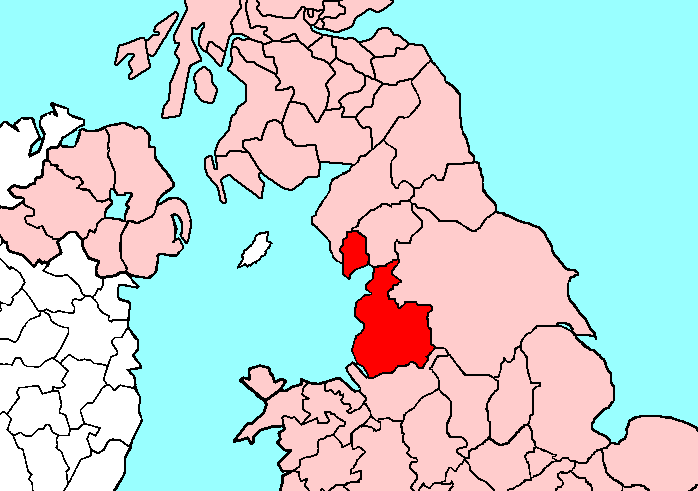
O condado Palatino

O Ducado não é propriedade da Coroa, mas é, ao invés uma propriedade (herdada) pessoal do monarca e tem sido assim desde 1399, quando o Ducado de Lencastre, realizado por Henrique de Bolingbroke, se fundiu com a Coroa em sua apropriação do trono (após a expulsão de Ricardo II). O brinde leal , "O Rei, o Duque de Lencastre" ainda está em uso frequente dentro do Ducado.
O ducado é administrado em nome do soberano pelo chanceler do Ducado de Lancaster, um ministro do governo nomeado pelo soberano a conselho do primeiro-ministro, e pelo secretário do conselho. A posição anterior às vezes é ocupada por um ministro do gabinete, mas é sempre um posto ministerial. Pelo menos nos últimos dois séculos, o ducado foi dirigido por um deputado; o chanceler raramente teve quaisquer funções significativas relativas à sua gestão, mas está disponível como ministro sem pasta e é responsável perante o Parlamento pela administração efetiva do empreendimento.
O monarca obtém o rendimento privado das receitas do Ducado. Os principais oficiais do Conselho do Ducado que realizam as tarefas diárias da propriedade são o Escrivão do Conselho do Ducado de Lancaster (o Diretor Executivo), o Presidente do Conselho e o Diretor Financeiro. O chanceler é responsável pela nomeação do administrador e do barmaster dos tribunais barmote em nome do soberano de direito do Ducado.

## O rei e o ducado

Estandarte do Ducado de Lencastre

O rei Carlos III usa uma grande parte do lucro do Ducado para pagar as despesas oficiais incorridas por outros membros da Família Real Britânica. Somente o rei e a rainha recebem os pagamentos do parlamento que não são reembolsados pelo Rei. Os rendimentos líquidos da propriedade e os investimentos são pagos ao depositário dos rendimentos, membro  que é responsável para controlar as finanças. O Ducado é como uma herança perpétua estatutária onde a renda seja recebida pelo inquilino vivo, quando o capital acumula em favor dos soberanos futuros.

## Prerrogativa Real
"Estes casos parecem claramente para estabelecer a doutrina de que todas as prerrogativas e privilégios do Rei pertencem a ele, com referência às terras parcela do Ducado de Lencastre em nada menos um grau do que fazer com terras que pertencem a ele imediatamente em direito de sua coroa. "
Em ambos os Ducados, no Ducado de Lencastre e do Ducado da Cornualha, têm direitos legais especiais não disponíveis para outras propriedades detidas por seus pares, os municípios palatino - por exemplo, a bona vacantia operando em proveito do Duque, em vez de a Coroa em todo o ducado histórico. Produto de bona vacantia no Ducado estão divididos entre duas instituições de caridade.
Bona vacantia surge, em sua origem, em virtude da prerrogativa real e, em alguns aspectos, esta continua a ser a posição, embora o direito de bona vacantia das duas principais categorias agora é baseada em dois estatutos: o da Administração via Estates Act 1925 e do Companies Act 2006.

## Empreendimentos
As propriedades do Ducado são divididas em seis unidades chamadas de levantamentos, cinco rurais e uma urbana. Os levantamentos rurais constituem a maior parte do patrimônio e da área, mas os levantamentos urbanos geram uma renda maior. As participações foram acumuladas ao longo do tempo por meio de casamento, herança, doação e confisco e, nos tempos modernos, por compra e venda.
- As participações incluem a faixa litorânea de Lancashire de Barrow-in-Furness, no norte, até o ponto médio do rio Mersey, no sul.[27]
- Minerais[28]
- Castelo de Lencastre[29]
- O Lancashire Survey é composto por cinco propriedades rurais que compreendem um total de 3.900 hectares[30]
  - Myerscough Estate - realizada desde o século XIII.
  - Salwick Estate
  - Wyreside Estate
  - Whitewell Estate - 2.400 hectares na Floresta de Bowland
- A Cheshire Survey[31]
  - Propriedade principal de Crewe - agora 1.380 hectares
    - Escritórios da Fazenda Crewe Hall
- The Southern Survey - localizado principalmente em Northamptonshire e Lincolnshire, 3.382 hectares de terras agrícolas[32]
  - Propriedade de Higham Ferrers, Northamptonshire - adquirida em 1266 mais duas fazendas adicionais, contém uma Academia de Habilidades Vocacionais, um empreendimento com o Moulton College e um campo de golfe de 18 buracos. Em novembro de 2018, um acordo entre o Ducado e o clube de futebol AFC Rushden & Diamonds resultou em um terreno reservado para a criação de um campo de futebol e instalações para o clube.[33]
  - Ogmore Estate - 1.500 hectares e possui uma pedreira de calcário ativa, Castelo Ogmore e um campo de golfe
  - Castleton Estate - 114 hectares de pastagens
    - Castelo de Peveril, Derbyshire
    - Atração turística de Peak Cavern
    - direitos minerais históricos

  - Castelo de Bolingbroke, Lincolnshire
  - Fazenda Parque
  - Donington
  - Fazenda Quadring Fen
  - Quadrilátero
  - Fazenda Drayton House, Swineshead
- The Staffordshire Survey - 3.000 hectares em Staffordshire, 60 casas alugadas, incluindo uma serraria, centros equestres, escritórios e um aeródromo privado, 240 hectares de floresta[34]
  - Castelo de Tutbury, Staffordshire
- The Yorkshire Survey - 6.800 hectares[35]
  - Propriedade Goathland - 4.100 hectares
    - charnecas de urze, manejadas como charnecas, a maioria das quais são um Sítio de Interesse Científico Especial (SSSI)[36]

  - propriedade Cloughton - 1.000 hectares de terra arável na costa de Yorkshire
    - Scalby Lodge

  - Propriedade de Pickering – mistura de agricultura e pecuária
    - Castelo de Pickering, North Yorkshire

  - Propriedade Pontefract - uma única grande fazenda e várias propriedades comerciais
    - Castelo de Pontefract
- Levantamento Urbano[37]
  - The Savoy Estate, Londres
    - Capela de Sabóia
    - Casa de Wellington

  - Harrogate Estate - uma casa de repouso, hotel e uma escola
    - Harrogate Ladies College[29]
    - The Stray, 103 hectares de espaço aberto
    - Granville e Villiers House, complexo residencial